# NGC 3535
NGC 3535 је спирална галаксија у сазвежђу Лав која се налази на NGC листи објеката дубоког неба.
Деклинација објекта је + 4° 49' 57" а ректасцензија 11h 8m 33,9s. Привидна величина (магнитуда) објекта NGC 3535 износи 13,5 а фотографска магнитуда 14,4. NGC 3535 је још познат и под ознакама UGC 6189, MCG 1-29-4, CGCG 39-10, NPM1G +05.0287, IRAS 11059+0505, PGC 33760.